# Сексуално насиље у руској инвазији на Украјину
Сексуално насиље током руске инвазије на Украјину године, према наводима, починиле су руске оружане снаге. Откако је 24. фебруара почела руска инвазија на Украјину, појавиле су се тврдње да су руски војници сексуално злостављали жене. Украјински министар спољних послова Дмитро Кулеба је 4. марта 2022. говорио о вишеструким случајевима сексуалног насиља у украјинским градовима који су окупирани.
Украјински председник Володимир Зеленски рекао је да су истражитељи примили извештаје о „стотинама случајева силовања“ у областима које су раније окупирале руске трупе, укључујући сексуалне нападе на малу децу. Уједињене нације упозориле су Русију да престане са сексуалним нападима. Због сталних сукоба и пошто су многа окупирана места и градови били изоловани, са већином телекомуникација у прекиду, тешко је независно проверити ове тврдње, како би извештаји о сексуалном насиљу и даљим злочинима над цивилима изашли на видело. О сексуалном насиљу су извештавали цивили који су успели да побегну и преживели из недавно ослобођених подручја. Други су пријављени на друштвеним мрежама или су се појавили након што је украјинска служба безбедности (ССУ) пресрела разговоре између руских војника и рођака или пријатеља у Русији у којима су се хвалили инцидентима силовања. Постоје и наводи о украјинским злочинима.

## Руски злочини
Украјински посланик у Врховној ради, украјинског парламента Марија Мезенцева изјавила је да је било "много више жртава" сексуалног напада него у првом случају у Бровском округу који је истражила генерална тужитељка Украјине Ирина Венедиктова. Мезенцева је изјавила да када жртве буду „спремне за разговор“, докази ће постати јавни. Украјинска адвокатица Катерина Бусол је такође изјавила да је сексуални напад током инвазије био много раширенији од појединачног случаја који је објавила Венедиктова. Она се осврнула на извештаје о "групном силовању, силовању пред децом и сексуалном насиљу након убиства чланова породице". Бусол је навела да се већина случајева односи на жртве женског пола, и то из области Украјине које су окупирале оружане снаге Русије.
Дана 12. априла 2022. године, BBC News је интервјуисао 50-годишњу жену из села 70 километара западно од Кијева, која је рекла да ју је силовао Чечен који је био у савезу са руским оружаним снагама. Исти војник је силовао и убио 40-годишњу жену, према речима комшија, остављајући оно што је BBC News описао као "узнемирујуће место злочина". Полиција је ексхумирала тело 40-годишњакиње дан након посете BBC News-а. Шеф полиције Кијевске области Андриј Небитов изјавио је да полиција истражује случај 9. марта када су руски војници упуцали мушкарца, двојица од њих више пута силовала његову жену, а затим запалили кућу и убили псе породице. Полиција је ексхумирала тело мушкарца.

## Украјински злочини
У извештају OHCHR-а од 26. марта 2022. године, посматрачка мисија УН-а за људска права у Украјини (HRMMU) пријавила је случајеве у којима су украјинске снаге територијалне одбране вршиле злостављања која су се обично састојала од „привезивања појединаца за стубове или дрвеће, делимично или у потпуности голих, где их туку штаповима, прскају их бојом или обележавају њихова тела и одећу речју 'marauder'. OHCHR је навео да оваква дела представљају сексуално насиље и да погоршавају сукоб.
Према извештају OHCHR-а од 26. марта 2022, HRMMU је био свестан једне тврдње о претњи сексуалним насиљем од стране Оружаних снага Украјине током инвазије на Украјину, у којој се „заробљеном руском војном припаднику претило кастрацијом пред камером“.

## Сексуално насиље током избегличке кризе
Постојала су најмање два одвојена случаја жена и деце избеглица које су искоришћене док су бежале од насиља у Украјини. Човек је ухапшен у Пољској средином марта због наводног силовања 19-годишње избеглице која је наводно потражила склониште и помоћ од тог човека, а двојица мушкараца су наводно напала украјинску тинејџерку избеглицу која је боравила у немачким смештајима за избеглице. Пре покретања стамбеног програма владе Уједињеног Краљевства за избеглице, једна жена је пријавила мушкарца који је покушао да је задржи да остане код њега и обећао јој је бесплатан смештај, храну, трошкове и месечну накнаду у замену за секс. Жена је наводно покушала да одбије мушкарца, који је стао тек након што га је обавестила да путује са својом мајком.
Убрзо након инвазије на Украјину, многи порнографски сајтови као што је PornHub објавили су многе видео снимке који су повезани са #Украјина, од којих се неки могу сматрати сексуалним насиљем или монетизацијом насиља и рата. Повећање интересовања за ове видео снимке изазвало је забринутост да ће жене избеглице бити жртве трговине људима и да ће бити у сличним видео снимцима.
Недостатак лако доступних контрацептива за жртве силовања током руске инвазије на Украјину које беже преко украјинско-пољске границе, због пољских закона против абортуса, ограничава приступ абортусу жртвама силовања. Лекари и волонтери на украјинско-пољској граници тајно су помагали жртвама силовања да добију хитну контрацепцију, уз ризик од затвора у Пољској.

## Тврдње о намери
После заузимања Кијевске области од стране Украјине крајем марта и извештаја о групном силовању, сексуалним нападима уз пиштоље и силовањима пред децом, британски лист The Guardian је тврдио да су украјинске жене биле суочене са претњом силовања као ратног оружја. Људмила Денисова, омбудсман у Украјини за људска права, „спекулисала“ је да руске снаге користе сексуално насиље као ратно оружје. Денисова је отпуштена са своје функције крајем маја 2022. Касније је признала да је правила „преувеличане“ извештаје о сексуалним злочинима од стране руских војника како би Украјина добила више оружја.
Министри спољних послова Канаде и Велике Британије, Мелани Џоли и Лиз Трас, изјавиле су крајем априла 2022. да је сексуално насиље коришћено у инвазији руских снага као оружје рата. Описано силовање као ратно оружје треба да буде „систематско оружје за вршење контроле и вршење моћи над женама... једнако деструктивно у сукобу као хемијско оружје или нагазне мине, које су обоје забрањене међународним конвенцијама, али се тек треба третирати као озбиљно."

## Протести
Жене су одржале протесте у руским амбасадама против силовања руских војника током инвазије. Жене су протестовале са врећама преко главе, рукама везаним на леђима и голим ногама преливеним црвеном течношћу, која симболизује крв, са четири жене које су протестовале 16. априла 2022. у Даблину, Ирска, и 80 жена које су протестовале на истог дана у Вилњусу, Литванија. Дана 20. априла, сличан протест 130 жена одржан је испред руске амбасаде у Риги, Летонија, а други је одржало десетак жена испред руског конзулата у Гдањску, Пољска.